# Џеферсонтаун (Кентаки)
Џеферсонтаун (енгл. Jeffersontown) град је у америчкој савезној држави Кентаки.

## Демографија
По попису из 2010. године број становника је 26.595, што је 38 (-0,1%) становника мање него 2000. године.
| Група             | 2000.          | 2010.          |
| Белци             | 22.761 (85,5%) | 21.246 (79,9%) |
| Афроамериканци    | 2.305 (8,7%)   | 2.956 (11,1%)  |
| Азијати           | 471 (1,8%)     | 484 (1,8%)     |
| Хиспаноамериканци | 677 (2,5%)     | 1.326 (5,0%)   |
| Укупно            | 26.633         | 26.595         |